# ستيف ماير (لاعب كرة قدم أمريكية)
ستيف ماير (بالإنجليزية: Steve Myer)‏ هو لاعب كرة قدم أمريكية أمريكي، ولد في 17 يوليو 1954 في كوفينا في الولايات المتحدة.

## وصلات خارجية
- ستيف ماير على موقع مرجع كرة القدم المحترفة.كوم (الإنجليزية)